# مدرسة فيينا الكلاسيكية
مدرسة فيينا الكلاسيكية نمط موسيقي ظهر في منصف القرن 18 وبداية القرن 19 في مدينة فينا النمساوية، من أهم مؤلفيه هايدن موتسرت بيتهوفن. في ثمانينات القرن 18 وأوائل القرن 19 كانت أسس هذه المدرسة ما زالت تتأسس، كما في أعمال هايدن وموتسرت. بالمقابل نجد مع أعمال بيتهوفن الأخيرة (ومع بدايات الرومنسية). الأوبرا والموسيقى الفرنسية ومدرسة مانهايم وكل ذلك أثر على نشوء هذه المدرسة. ولا ننسى تأثير الموسيقى الشعبي في فينا، إحدى أكبر العواصم الموسيقية في وقتها، ومركزا لإمبراطورية تحوي قوميات متنوعة، كل ذلك مرتبط بالنهوض الثقافي العالي الذي كانت تشهده النمسا وألمانيا.